# Elymnias ceryx
Elymnias ceryx är en fjärilsart som beskrevs av Jean Baptiste Boisduval 1836. Elymnias ceryx ingår i släktet Elymnias och familjen praktfjärilar. Inga underarter finns listade i Catalogue of Life.